# 二次分類器
二次分類器是在機器學習中，使用二次曲面來將物件或事件分成兩個或以上的分類。
它是线性分类器的一般化版本。

## 分類問題
統計分類考慮一個集合，每一個元素是一個對物件或事件觀察後所得的向量x，每一個都被分成y。
這個集合一般被稱為訓練資料。
問題是在於，要如何決定一個新的觀察項目其最好的類別應是哪一種。
對一個二次分類器，它假設其解會成二次關係，所以y是由以下來決定：
{\displaystyle \mathbf {x^{T}Ax} +\mathbf {b^{T}x} +c}
在特列的情況下，每個觀察牽涉到兩個測量項。
這意味著，這切分的平面將是圓錐曲線之一（如：直線、圓、橢圓、拋物線、雙曲線）。

## 二次判別分析
二次判別分析是非常類似於線性判別分析的。